# صدى الروح (مسلسل)
صدى الروح، مسلسل دراما سوري أنتج عام 2006، يعتبر الأول في المسلسلات الذي تعالج موضوع الامراض النفسية والعقلية. المسلسل من تأليف حافظ قرقوط وإخراج محمد الشيخ نجيب.

## القصة
يقدم المسلسل سبع قصص لأشخاص يعانون من مشاكل نفسية وعقلية مختلفة، ويتعامل معها من وجهة نظر إنسانية، ولأجل ذلك سيدخل طاقم العمل مشفى الامراض العقلية، ليصور بعض المشاهد هناك. وقصة المسلسل التي تتداخل فيها الكوميديا بالتراجيديا، تنطلق من فكرة تقول إن طالب دراسات عليا اختار لرسالة الدكتوراه، التي يعدها، مجموعة من المرضى في أحد مستشفيات الأمراض العقلية وقام بعرضهم مجتمعين في فيلا واحدة، ليعيشوا هناك وليجري مجموعة من الدراسات عليهم، ومتابعة حالتهم ومحاولة معالجتهم، وأثناء ذلك يكتشف هذا الطالب أن عدداً كبيراً من هؤلاء يمكن أن يتماثلوا للشفاء من أمراضهم العقلية، ولكن الجميع من الأقارب والأهل والأصحاب يتخلى عنهم، ومع مرور الوقت يصر على معالجتهم على الرغم من الصعوبات التي يعاني منها هذا الطالب، إن كان من قبل محيطه الاجتماعي أو حتى من بعض الأطباء الذين يضايقونه في عمله، ولكنه يجد العون والمساندة من هؤلاء المرضى أنفسهم في مفارقة غريبة ومعبرة حيث يهبون للدفاع عنه ومساعدته.

## الممثلون
- بسام كوسا
- سمر سامي
- فايز قزق
- رامي حنا
- ندين تحسين بيك
- إياد أبو الشامات